# Robin Hood (film, 1922)
Robin Hood är en amerikansk äventyrsfilm från 1922 i regi av Allan Dwan. I titelrollen ses Douglas Fairbanks.

## Rollista i urval
- Douglas Fairbanks – Robin Hood
- Enid Bennett – Lady Marian Fitzwalter
- Alan Hale – Lille John
- Sam De Grasse – Prins John
- Wallace Beery – Kung Rikard Lejonhjärta
- William Lowery – Sheriffen av Nottingham
- Billie Bennett – Marians tjänare
- Bud Geary – Will Scarlett
- Willard Louis – Broder Tuck
- Paul Dickey – Sir Guy av Gisborne
- Lloyd Talman – Alan-a-Dale

## Om filmen
Det var den första filmen som hade premiär i Hollywood, på Grauman's Egyptian Theatre, vilket skedde den 18 oktober 1922.
Filmen hade Sverigepremiär den 28 mars 1923.

### Fotnoter
1. ↑  ”Robin Hood” (på engelska). American Film Institute. https://catalog.afi.com/Catalog/MovieDetails/11747.
2. ↑  ”Robin Hood”. Svensk filmdatabas. http://www.sfi.se/sv/svensk-filmdatabas/Item/?itemid=9316&type=MOVIE&iv=Basic. Läst 15 oktober 2016.